# Bob Monkhouse
Robert „Bob“ Alan Monkhouse (* 1. Juni 1928 in Beckenham, Kent; † 29. Dezember 2003 in Eggington, Bedfordshire) war ein britischer Moderator, Komiker, Drehbuchautor und Schauspieler.

## Leben und Karriere
Bob Monkhouse wuchs als Sohn des Wirtschaftsprüfers Adrian Monkhouse (1894–1957) und seiner Frau Dorothy Hansard (1895–1971) gemeinsam mit seinem älteren Bruder John (* 1922) in der Ortschaft Beckenham in der Grafschaft Kent auf. Sein Großvater Wilfred Monkhouse (1862–1938) war ein wohlhabender Geschäftsmann und Mitbegründer des Unternehmens Monk & Glass, welches Puddingpulver und Gelee herstellt. Nach seinem Schulabschluss absolvierte er seinen Militärdienst bis zum Jahr 1948 bei der Royal Air Force.
Ab 1949 war er als Drehbuchautor für verschiedene Spielfilme und Fernsehserien tätig. Ab 1953 wurde Monkhouse einem breiten Publikum bekannt als Radiomoderator der Rubrik Smash Hits bei BBC Radio 1. Er trat in den folgenden Jahren mehrmals als Stand-up-Comedian auf, sowohl an verschiedenen Theatern als auch in Fernsehshows. Monkhouse, der nie eine professionelle Schauspielausbildung absolvierte, wirkte ab den 1950er-Jahren als Darsteller zudem in über 30 Film-und-Fernsehproduktionen mit, wie beispielsweise im ersten Teil der beliebten Carry-On-Filmreihe.
Ab 1962 war Monkhouse im britischen Fernsehen vor allem als Moderator von Spielshows tätig und moderierte bis Mitte der 1990er-Jahre knapp 30 verschiedene Sendungen, dabei vorrangig bei der British Broadcasting Corporation (BBC). Besonders beliebt beim Fernsehpublikum war die von ihm moderierte Show The Golden Shot, welche von Juli 1967 bis zum April 1975 in unregelmäßigen Abständen ausgestrahlt wurde und im Vereinigten Königreich teilweise Einschaltquoten bis zu 18 Millionen Zuschauern aufweisen konnte. Auch sehr beliebt war die Game-Show Bob's Full House, die Monkhouse vom 1. September 1984 bis zur Einstellung am 27. Januar 1990 moderierte. Die Show hatte in ihren besten Zeiten eine Einschaltquote von bis zu 15 Millionen Zuschauern. In den 1990er-Jahren moderierte er noch einige Jahre lang eine Talkshow mit dem Titel The Bob Monkhouse Show, in der er verschiedene, prominente Persönlichkeiten empfing und interviewte, darunter auch Bob Hope, Robin Williams, Jim Carrey oder Pamela Anderson. 
Im deutschen Fernsehen war Bob Monkhouse bekannt durch die Serie Als die Bilder laufen lernten (Mad Movies, ab 1965), in der Ausschnitte aus Stummfilmkomödien präsentiert wurden.
Im Jahr 1993 wurde Monkhouse wegen seiner Verdienste als Showmaster und Entertainer von Elisabeth II. zum Officer of the British Empire ernannt. 1995 wurde er mit dem British Comedy Award ausgezeichnet. 
Monkhouse war langjähriges Mitglied und Befürworter der Conservative Party. 
Monkhouse lebte über mehrere Jahrzehnte lang hinweg in London. Erst im Ruhestand zog er nach Eggington in der Grafschaft Bedfordshire. Er war zweimal verheiratet und hatte aus seiner ersten Ehe drei Söhne und aus seiner zweiten Ehe eine Tochter. Sein ältester Sohn Gary Monkhouse (1952–1992) litt seit seiner Geburt an einer Infantilen Zerebralparese. Sein zweitältester Sohn Simon Monkhouse starb im April 2001 während eines Urlaubsaufenthaltes in Thailand im Alter von 46 Jahren an einer Heroin-Überdosis. Monkhouse starb am 29. Dezember 2003 im Alter von 75 Jahren an den Folgen einer Prostatakrebs-Erkrankung, die im September 2001 bei ihm diagnostiziert wurde. Sein Leichnam wurde eingeäschert und die Asche an einem unbekannten Ort verstreut.

## Filmografie (Auswahl)
- 1958: Kopf hoch – Brust raus! (Carry On Sergeant)
- 1961: Die Creme, von der man spricht
- 1968: Hausfreunde sind auch Menschen